# Roman Drozd
Roman Drozd, ukr. Роман Дрозд (ur. 22 października 1963 w Debrznie) – polski historyk ukraińskiego pochodzenia, specjalizujący się w historii najnowszej Polski i Europy Wschodniej XX wieku; nauczyciel akademicki, rektor Akademii Pomorskiej w Słupsku w latach 2008–2016.

## Życiorys
Urodził się w 1963 w Debrznie w powiecie człuchowskim, jednak dzieciństwo spędził w pobliskim Pędziszewie, gdzie jego rodzice posiadali indywidualne gospodarstwo rolne. Po ukończeniu Szkoły Podstawowej w Debrznie uczęszczał do IV Liceum Ogólnokształcącego w Legnicy, gdzie w 1982 zdał egzamin maturalny. Następnie rozpoczął studia historyczne w Wyższej Szkole Pedagogicznej w Słupsku, które ukończył w 1988 z dyplomem magistra na podstawie pracy Kwestia ukraińska w polityce Drugiej Rzeczypospolitej. Po odbyciu zasadniczej służby wojskowej został nauczycielem historii w Człuchowie. W tym czasie prowadził badania naukowe nad mniejszością ukraińską w Polsce po II wojnie światowej. Stały się one podstawą do napisania pracy doktorskiej Osadnictwo ludności ukraińskiej na ziemiach zachodnich i północnych Polski po II wojnie światowej, której promotorem był prof. Stanisław Łach. Po obronie Rada Wydziału Humanistycznego Uniwersytetu Szczecińskiego w 1994 nadała mu stopień naukowy doktora nauk humanistycznych w zakresie historii. W 1996 po zawarciu związku małżeńskiego przeprowadził się do Koszalina. W tym samym czasie podjął pracę jako adiunkt w Instytucie Historii na macierzystej uczelni. W 2002 Rada Wydziału Humanistycznego Uniwersytetu Szczecińskiego nadała mu stopień doktora habilitowanego nauk humanistycznych w zakresie historii o specjalności historia najnowsza na podstawie monografii Polityka władz wobec ludności ukraińskiej w Polsce w latach 1944-1989. W 2003 został zatrudniony na stanowisku profesora nadzwyczajnego w Pomorskiej Akademii Pedagogicznej w Słupsku. Od 2004 jest kierownikiem Zakładu Historii Europy Wschodniej (obecnie Zakładu Studiów Wschodnich). W latach 2005-2008 pełnił funkcję prorektora ds. kształcenia, a w latach 2008-2016 – rektora Akademii Pomorskiej w Słupsku. 
W 2016 Prezydent RP nadał mu tytuł profesora nauk humanistycznych. Od 2017 pracuje na stanowisku profesora w Instytucie Historii macierzystej uczelni.
Poza działalnością na uczelni był wiceprzewodniczącym Związku Ukraińców w Polsce w latach 2004-2009 i przewodniczącym Ukraińskiego Towarzystwa Historycznego w Polsce. Instytut Pamięci Narodowej przyznał mu status pokrzywdzonego przez władze komunistyczne.

## Dorobek naukowy
Opublikował kilkanaście książek (autorstwo i współautorstwo), ok. 80 artykułów naukowych i popularnonaukowych, a także ponad 30 artykułów prasowych. Jego prace były również publikowane na Ukrainie, Słowacji, Czechach i Stanach Zjednoczonych. W kręgu jego zainteresowań znajdują się kwestie związane z położeniem mniejszości ukraińskiej w Polsce po II wojnie światowej oraz dzieje Kościoła greckokatolickiego w Polsce. 

## Wybrane publikacje[4]
- Droga na zachód. Osadnictwo ludności ukraińskiej na ziemiach zachodnich i północnych Polski w ramach akcji "Wisła". "Tyrsa" Warszawa 1997, 189 ss. ISBN 83-9062-03-16[5]
- Ukraińska Powstańcza Armia. Dokumenty-struktury. Burchard Edition Warszawa 1998, 288 ss. ISBN 83-8765-40-27[6]
- Ukraińcy w Polsce 1944-1989. Walka o tożsamość (Dokumenty i materiały). Warszawa 1999, 304 ss. (wsp. I. Hałagida)
- Ukraińcy w najnowszych dziejach Polski (1918-1989). T. I. Słupsk-Warszawa 2000, 240 ss.
- Polityka władz wobec ludności ukraińskiej w Polsce w latach 1944-1989. Warszawa 2001, ss. 380 ss.
- Ukraińcy w najnowszych dziejach Polski (1918-1989). T. II, „Akcja „Wisła” (red.). Warszawa 2005, 214 ss.
- Ukraińcy w najnowszych dziejach Polski (1918-1989). T. III (red.), Słupsk 2007, 288 ss.
- Związek Ukraińców w Polsce w świetle dokumentów z lat 1990-2005. Warszawa 2010, 508 ss.
- Ukraińcy w Polsce wobec swojej przeszłości (1947-2005). Warszawa 2013, 420 ss.
- Ukraińcy wobec swojej przeszłości (1947-2005). Warszawa 2013
- Ukrajinci Polszczi: pohlad na cwoje mynułe (1947-2005). Kyjiw 2019
- „Przebaczamy i prosimy o przebaczenie”. Związek Ukraińców w Polsce w polsko-ukraińskim dialogu historycznym. Dokumenty z lat 1990- 2015. Słupsk 2019
- Wyhnały i zabrały. Pozbawłennja ukrajinciw jichnioji maloji bat’kiwszczyny w komunistycznih Polszczi. Iwano-Franskiwsk-Slupsk 2020

## Odznaczenia[4]
- Srebrny Krzyż Zasługi (2007)[1] za działalność naukowo-organizacyjną przyznany przez prezydenta RP
- Order za Zasługi III stopnia (2009)[7] przyznany przez Prezydenta Ukrainy
- Złoty Krzyż Zasługi (2018)
- Złota Odznaka Honorowa Gryfa Zachodniopomorskiego
- Medal Zasłużony dla Miasta Słupska
- Medal „De nihilo nihil fit” województwa pomorskiego
- trzykrotnie wyróżniony tytułem doktora honoris causa: przez Przykarpacki Uniwersytet Narodowy im. W. Stefanyka w Iwano-Frankiwsku (2016),  Czernowiecki Narodowy Uniwersytwt im. J. Fedkowycza w Czerniowcach (2016) i Użhorodzki Uniwersytet Narodowy w Użhorodzie (2017)
- dwukrotnie wyróżniony tytułem profesora honorowego w Krymskim Państwowym Uniwersytecie Humanistycznym w Jałcie (2011) i w Chersońskim Uniwersytecie Państwowym w Chersoniu (w 2018)[potrzebny przypis].